# Władimir Biezobrazow
Władimir Michajłowicz Biezobrazow (ros. Владимир Михайлович Безобразов, ur. 30 grudnia 1856?/11 stycznia 1857 w guberni petersburskiej, zm. 19 września 1932 w Nancy, Francja) – rosyjski generał kawalerii, generał adiutant.

## Życiorys
W armii rosyjskiej od 1860. Ukończył Jego Wysokości Korpus Paziów. Pełnił służbę w 8 Woźniesińskim pułku ułanów Gwardii Cesarskiej, w której był mianowany do stopnia oficerskiego w 1877. Walczył w wojnie rosyjsko-tureckiej 1877–1878. W ciągu 4 lat służby został dowódca szwadronu. Od września 1896 dowódca 9 Bugskiego pułku ułanów, później pułku Marii Fiodorowny. Od czerwca 1904 dowódca 1 Brygady w 1 Dywizji Kawalerii. W 1905 w świcie cara Mikołaja II. Od listopada 1906 komendant Oficerskiej Szkoły Kawalerii, a od stycznia 1912 dowódca Korpusu Gwardii. 14 kwietnia 1914 mianowany na stopień generała kawalerii.
W czasie mobilizacji armii rosyjskiej przed I wojną światową Korpus Biełobrazowa stacjonował w Warszawie. Wraz z wybuchem I wojny światowej Korpus wszedł w skład 1 Armii gen. P. Rennenkampfa, która działała w Prusach. Jednak w połowie sierpnia podporządkowany został 4 Armii gen. Aleksieja Jermołowicza Ewerta. W walkach 1914 Korpus poniósł duże straty. W latach 1914–1915 dowojenny korpus oficerski Korpusu poległ. 15 grudnia 1914 Biełobrazow był mianowany do stopnia generała adiutanta, a za walki w sierpniu 1914 był nagrodzony bronią św. Jerzego. W czasie operacji częstochowsko-krakowskiej w listopadzie 1914 Korpus zlikwidował lukę pomiędzy 4 i 9 Armiami rosyjskimi. W 1915 wszedł w skład 12 Armii, a w czerwcu w skład 3 Armii. W czasie krasnostawskiej operacji 16–18 lipca 1915 Korpus odniósł zwycięstwo nad Korpusem Gwardii Pruskiej. Ze względu na różnicę poglądów z dowódcą armii dotycząca luzowania korpusu usunięty ze stanowiska i w sierpniu podporządkowany Najwyższemu Naczelnemu Dowódcy, którym w tym czasie został Mikołaj II. 26 listopada 1915 został wyznaczony na dowódcę Oddziału Gwardii. W czasie organizowania operacji przez Front Północny Oddział był ześrodkowany w listopadzie 1915 w rej. Wołoczysk. Od 26 czerwca 1916 Oddział został wzmocniony kilkoma korpusami i podporządkowany Frontowi Południowo-Zachodniemu gen. A. Brusiłowa. 28 lipca Oddział przeszedł do natarcia od południa na Kowel. W walkach wziął do niewoli 20,5 tys. i 56 dział. Mimo powodzenia Biełobrazow zatrzymał natarcie, chcąc wyrównać front. Prowadzone dalej natarcie na Kowel nie miało powodzenia. W sierpniu przed drugim natarciem na Kowel oddział był przemianowany w Armię Specjalną. Na początku sierpnia 1916, przed natarciem, Biełobrazow przeprowadził przegrupowanie sił i 8 rozpoczął natarcie, które jednak zakończyło się niepowodzeniem. 9 sierpnia przeprowadził następne natarcie, które do 11 sierpnia nie miało powodzenia. 13 sierpnia armia specjalna została podporządkowana Frontowi Zachodniemu, gen. Biełobrazow został usunięty ze stanowiska. Pozostał w świcie cara.
Po rewolucji październikowej wyjechał na emigrację. Zmarł w Nancy we Francji.
Był odznaczony Orderem Świętego Jerzego IV klasy, Orderem Świętego Włodzimierza II klasy, Orderem Świętej Anny I i IV klasy, Orderem Świętego Stanisława I i III klasy i Medalem Dla Upamiętnienia 300-lecia Panowania Domu Romanowów.